# Gitanopsis iseebi
Gitanopsis iseebi is een vlokreeftensoort uit de familie van de Amphilochidae. De wetenschappelijke naam van de soort is voor het eerst geldig gepubliceerd in 1993 door Yamato.